# 8760 Crex
8760 Crex (1081 T-1) là một tiểu hành tinh vành đai chính được phát hiện ngày 25 tháng 3 năm 1971 bởi Cornelis Johannes van Houten, Ingrid van Houten-Groeneveld và Tom Gehrels ở Đài thiên văn Palomar.